# この恋は雲の涯まで
『この恋は雲の涯まで』（このこいはくものはてまで）は、宝塚歌劇団のミュージカル作品。植田紳爾作。
よく「この恋は雲の果てまで」と誤記される。

## 概要

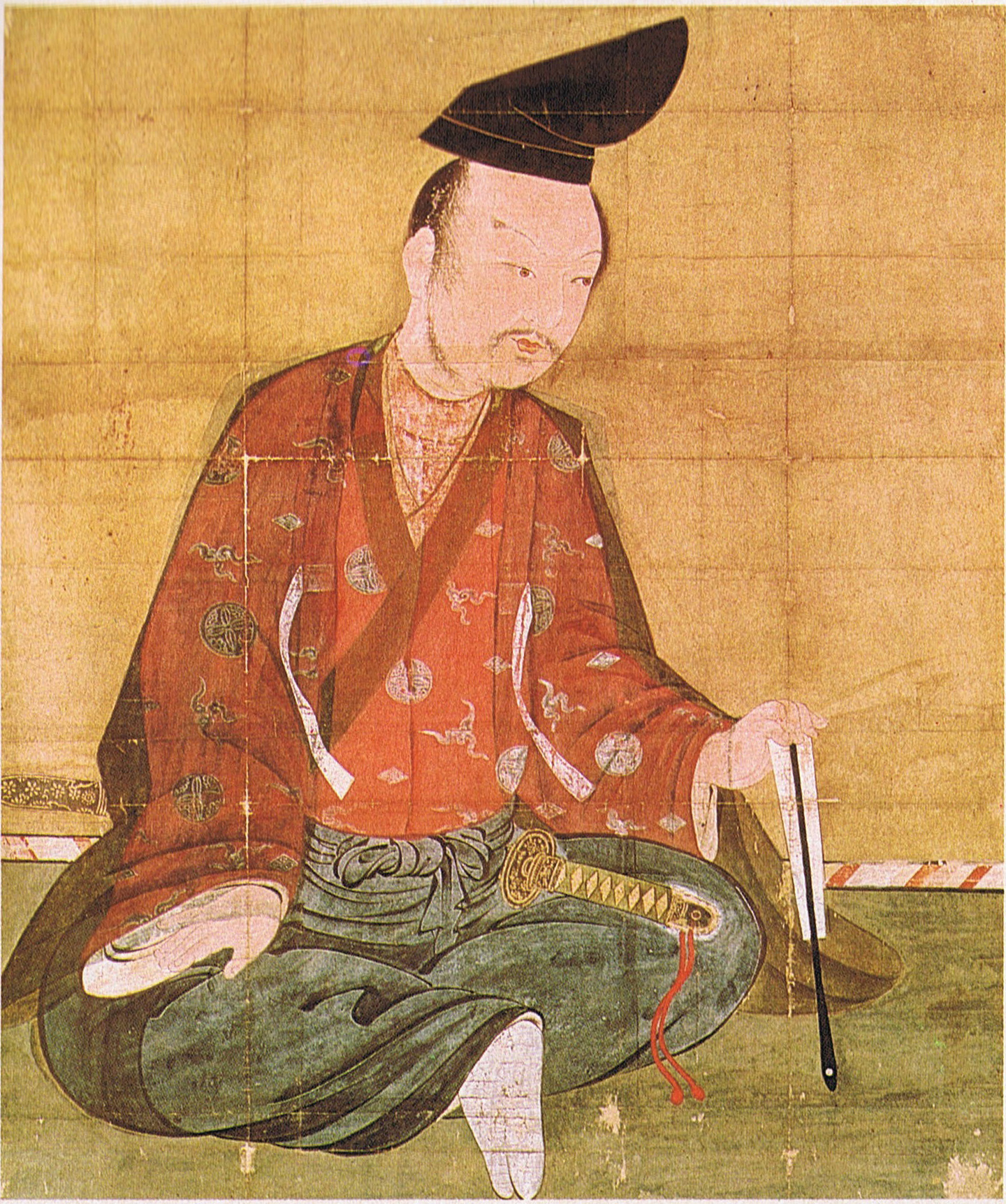
本作の主人公・源義経

チンギス・カン

本作の初演は1973年、翌1974年に退団が決まっていた花組男役トップスター甲にしきのために植田紳爾が書き下ろした劇団オリジナル作品。
兄源頼朝に追われる身となった源義経が、奥州藤原氏やアイヌ族（ウタリ）、生涯最愛の女静御前らの助けによりモンゴルに逃れ、チンギス・ハーンになったという伝説をもとにした。また植田の、宝塚グランドロマンを冠した一本立てミュージカルの記念すべき第一作でもある。
上演脚本は植田一人で書き上げたが、振付に“外部”より尾上松緑 (2代目)を招聘、また演出は植田と尾上の二人共同で担当した。
1992年の再演時に、中国での場面がさらに加筆された。

## あらすじ
1992年の内容をもとに記述しています

### 第一部 蝦夷の鈴蘭
1189年、奥州に留まる源九郎義経らに藤原泰衡が突然攻撃をしかける。義経は吉次の進言に従い、杉目小太郎を身代わりにして、藤原忠衡とともに蝦夷に落ち延びる。一方の静御前は狂ったふりをしていたが、義経が生きていることを聞き蝦夷で合流する。
蝦夷のウサップ部落でチャレンカらの善意で身を寄せるが、彼女やセトナの恋慕を拒んだために、再び居場所を失う。オサヤは義経一行を落ち延びさせるが、息子と共に矢に射抜かれて死ぬ。義経一行は船も焼かれいよいよ追い詰められるが、翻意したチャレンカがアイヌの男たちを追い払った。
義経は死も覚悟するが、間一髪で王陵の手配した船が間に合い、大陸へ向け出発する。しかし嵐に遭遇し、義経の愛に満足した静は自ら海に身を投げ、海神の怒りを鎮め嵐をおさめた。

### 第二部 砂塵のイリス
1194年、義経一行が大陸へ渡り5年が過ぎた。人望を得た義経はモンゴルを一つにまとめ、兵800名余りを率いていた。宋国を目指す義経らは、金国を通らねばならない。しかし、義経の軍事力・統率力を恐れた宰相・承暉により嫌がらせを受ける。栄勲がその場をまとめ、義経にも好意的に接した。
栄勲と承暉は対立している様に見せかけ、実はクーデターの計画を語らっていた。女奴隷のカンは、魂の様に大切にしていた笛を承暉に奪われ、義経殺害を命じられる。その夜栄勲の説得で王宮に訪れた義経に、カンが近づくも義経が静に対し、今も深い愛情を持っていることを知ったカンは、顔のベールを外す。
…カンこそが名を変え身を落とした静だった。貞節を守ること（＝死）よりも、生きて義経と再会することを望んだと語り、見を引こうとする静を義経は引き止め、宋へともに行こうと語りかけるのだった。しかし再会の喜びも束の間、カンは思い残すことは無いと自害してしまった。
義経は奴隷のテフから、栄勲が実は承暉と親しく、しかもカンを愛妾にしていたことを聞かされ、栄勲と雌雄を決する。しかし、戦いの中で栄勲は自害を図り真意を語る。承暉の悪事に加担しているように見せかけ国王を守っていたと言う。義経に国王を託し、そして静の件を詫び絶命した。
義経が宋へ去った隙に、モンゴル軍は承暉に攻撃され窮地に陥っていた。そこへ国王を擁して義経は帰還する。そして彼は高らかに宣言する、「今日よりモンゴルの民・成吉思汗（ジンギスカン）と名乗る」と。
新たな名の“カン”とは、死んだ静の名であった。

## 登場人物
- 源九郎義経 - 眉目秀麗で有能な武将。後の成吉思汗（チンギス・カン）。

なお、作品中での呼称は「クロー」「わが君様」などである。
- 静御前 - 義経最愛の女性。
- 乾王陵（かん・おうりょう） - 宋の武将。船の手配等で義経に協力。
- 佐藤忠信 - 義経の家臣
- 亀井六郎 - 同
- 鈴木三郎 - 同

### 第一部
- 藤原忠衡 - 藤原秀衡とアイヌ女性の子。母と再会しアイヌとして生きることを決意してほどなく、矢で射抜かれて死ぬ。
- 金売り吉次 - かつて義経を奥州藤原氏に紹介した。アイヌ人とも親交がある。
- オサヤ - 部落の長ホムカイの妻で忠衡の母。義経一行を落ち延びさせる。
- チャレンカ - ホムカイの娘。勝ち気で情熱的な性格。
- トンギャマ - チャレンカの婚約者。
- セトナ - チャレンカの妹。義経を慕い脱出に協力するが、矢に射抜かれて命を落とす。

### 第二部
- カン - 気の強い女奴隷。栄勲の愛人。
- 張栄勲（ちょう・えいくん） - 無冠の太夫。紹王の従兄弟。
- 承暉（しょうき） - 金の宰相。クーデターを計画している。
- ジャムカ - モンゴルの武将。
- ケレイト - ジャムカの妹で、戦士。

## 主な楽曲
- この恋は雲の涯まで
- イヨマンテの夜
- お祟りじゃ！！
- 白拍子と義経の踊り
- 花はらはらと散る
- ピリカピリカ - アイヌの子守唄。忠衡親子が再会するきっかけになった。
- ヤッチャヤッチャ

（作詞 ： 植田紳爾  作曲 ：寺田瀧雄）
- しづやしづ

（作詞 :（静御前） 作曲 ： 寺田瀧雄）
- 栄えゆく金国
- 望郷
- モンゴルの踊り
- 我風を愛す

（作詞 ： 植田紳爾　作曲 ： 入江　薫）
- 栄勲の死
- ジンギスカンの旗上げ
- 旗上げ
- 不安

（作曲 ： 入江　薫）

## これまでの公演
1973年花組・初演
7月28日～8月28日：宝塚大劇場、11月2日～11月27日（新人公演は11月18日と11月23日・両公演とも第一部のみ）：東京宝塚劇場
宝塚の形式名は「宝塚グランド・ロマン」で2部35場。
東京宝塚劇場・新人公演の主な出演者は11月18日が松あきら、上原まり、室町あかね、新城まゆみ、風美圭、舞小雪。11月23日が瀬戸内美八、有花みゆ紀、立ともみ、一条ひかる、汐見里佳、明日香みやこ。
東京宝塚劇場新人公演（11月18日）の主な配役
- 源義経、杉目小太郎 - 松あきら（本役：甲にしき）
- 静御前 - 上原まり（本役：大原ますみ）

東京宝塚劇場新人公演（11月23日）の主な配役
- 源義経、杉目小太郎 - 瀬戸内美八（本役：甲にしき）
- 静御前 - 有花みゆ紀（本役：大原ますみ）

1973年星組
8月29日～9月27日（新人公演は9月13日・第一部のみ）：宝塚大劇場。東京公演なし。
形式名は「宝塚グランド・ロマン」。2部30場。
同時に行われた新人公演では義経を峰さを理が演じた。研2（入団2年目）で当時の最下級生での新人公演主演記録。
宝塚大劇場・新人公演の主な出演者は月城、寿、高汐、県、東江（いずれも苗字のみ）。
宝塚大劇場新人公演の主な配役
- 源義経、杉目小太郎  - 峰さを理（本役：鳳蘭）
- 静御前 - 月城千晴（本役：大原ますみ）

1992年雪組
3月26日～5月12日（新人公演は4月10日・第一部のみ）、宝塚大劇場。同年7月2日～7月29日（新人公演は7月14日・第一部のみ）、東京宝塚劇場で上演された。
形式名は「宝塚グランドロマン」。2部27場。第一部：蝦夷の鈴蘭。第二部：砂塵のイリス。
第78期生（大空祐飛、瀬奈じゅん、貴城けい、檀れい、千紘れいか、夢輝のあら）の初舞台公演（旧宝塚大劇場最後の初舞台生）。

## スタッフ

### 1973年花組・宝塚
- 作：植田紳爾[1]
- 演出[1]：尾上松録、植田紳爾
- 作曲[1]：寺田瀧雄、入江薫、河崎恒夫
- 編曲[1]：寺田瀧雄、入江薫、河崎恒夫、佐々田芳彦
- 音楽指揮：野村陽児[1]
- 振付[1]：尾上松録、岡正躬、喜多弘
- 装置：渡辺正男[1]
- 衣装[1]：小西松茂、中川菊枝
- 照明：今井直次[1]
- 小道具[1]：上田特市、万波一重
- 効果：中田正広[1]
- 笛：藤舎推峰[1]
- 音響監督：松永浩志[1]
- 演出補：阿古健[1]
- 演出助手[1]：太田哲則、村上信夫
- 製作：小辻糺[1]

### 1973年花組・東京
主に尾上松緑（演出）と植田紳爾がいる。

### 1973年星組・宝塚
- 作：植田紳爾[5]
- 演出[5]：尾上松緑、植田紳爾
- 振付：尾上松録[5]
- 製作：大谷真一[5]

（続編）

### 1992年雪組
- 作：植田紳爾[7]
- 演出[7]：植田紳爾、尾上松録
- 作曲[7]・編曲[7]：寺田瀧雄、入江薫、吉田優子
- 振付[7]：尾上松録、藤間勘譽、喜多弘、羽山紀代美、黒瀧月紀夫、尚すみれ
- 装置：渡部正男[7]
- 衣装[7]：中川菊枝、静間潮太郎、小西松茂
- 殺陣：坂東五郎[7]
- 照明：今井直次[7]
- 小道具[7]：上田特市、万波一重
- 効果：川ノ上智洋[7]
- 笛：藤舎名生[7]
- 音響監督：松永浩志[7]
- 音楽指揮：伊沢一郎（東京[11]）、清川知巳（東京[11]）
- 演技指導：美吉左久子[7]
- 演出補：谷正純[7]
- 演出助手[7]：木村信司、中村一徳、藤井大介
- 制作：古澤真[7]
- 製作担当：長谷山刀夫（東京[11]）
- 背景原画：川端龍子・作『源義経 (ジンギスカン)[7]』

## 配役一覧
|                             | 1973年花組 | 1973年花組 | 1973年星組 （宝塚） | 1992年雪組 （宝塚・東京） ※新人公演は1部のみ |
| 宝塚                        | 東京       |            | 1973年星組 （宝塚） | 1992年雪組 （宝塚・東京） ※新人公演は1部のみ |
| --------------------------- | ---------- | ---------- | ------------------- | -------------------------------------------- |
| 九郎義経                    | 甲にしき   | 甲にしき   | 鳳蘭                | 杜けあき（香寿たつき）                       |
| 克羅 （1992年は杉目小太郎） | 甲にしき   | ?          | 鳳蘭                | 杜けあき（香寿たつき）                       |
| 静御前                      | 大原ますみ | 大原ますみ | 大原ますみ          | 紫とも（渚あき）                             |
| カン                        | 大原ますみ | ?          | 大原ますみ          | 紫とも（-）                                  |
| 藤原忠衡                    | 松あきら   | ?          | 安奈淳              | 一路真輝（和央ようか）                       |
| 張栄勲                      | -          | -          | -                   | 一路真輝（-）                                |
| 金売り吉次                  | 美吉佐久子 | ?          | 美吉佐久子          | 立ともみ（小月さゆる）                       |
| 弁慶                        | 神代錦     | ?          | 麻月鞠緒            | 泉つかさ（葛城七穂）                         |
| 承暉                        | 神代錦     | ?          | 麻月鞠緒            | 泉つかさ（-）                                |
| 乾王陵                      | 瀬戸内美八 | ?          | 但馬久美            | 高嶺ふぶき（有未れお）                       |
| 皐月                        | 睦千賀     | ?          | 大空美鳥            | 城火呂絵（朱未知留）                         |
| 佐藤忠信                    | 麻月鞠緒   | ?          | 椿友里              | 海峡ひろき（矢吹翔）                         |
| 亀井六郎                    | 汐見里佳   | ?          | 安里梢              | 轟悠（宝樹彩）                               |
| 鈴木三郎                    | 新城まゆみ | ?          | 洋ゆり              | 香寿たつき（高倉京）                         |
| 青豚                        | 水穂葉子   | ?          | 水代玉藻            | ?（?）                                       |
| 巫女                        | 美吉野一世 | ?          | ?                   | ?（?）                                       |
| 玲姫                        | 銀あけみ   | ?          | ?                   | ?（?）                                       |
| 鳳蓮                        | 舞小雪     | ?          | 奈緒ひろき          | 京三紗（-）                                  |
| 金紹王 （1992年は衛紹王）   | 隼あみり   | ?          | 深山しのぶ          | 毬丘智美（-）                                |
| 駿河次郎                    | ?          | ?          | ?                   | 和光一（一希星）                             |
| 華丁玉                      | ?          | ?          | ?                   | 飛鳥裕（欧波翼）                             |
| 白竜                        | ?          | ?          | ?                   | 亜実じゅん（寿つかさ）                       |
| 青竜                        | ?          | ?          | ?                   | 矢吹翔（風早優）                             |
| 覚源                        | ?          | ?          | ?                   | 風見玲央（-）                                |
| ホマカイ                    | 歌川波瑠美 | ?          | 神路千鶴            | 古代みず希（はやせ翔馬）                     |
| ジャムカ                    | 松あきら   | ?          | 水代玉藻            | 古代みず希（-）                              |
| オサヤ                      | 淡路通子   | ?          | 瑠璃豊美            | 京三紗（珠まどか）                           |
| チャレンカ                  | 上原まり   | ?          | 衣通月子            | 小乙女幸（美穂圭子）                         |
| トンギャマ                  | 室町あかね | ?          | 三代まさる          | 和央ようか（楓沙樹）                         |
| セトナ                      | 有花みゆ紀 | ?          | 沢かをり            | 純名里沙（麻世さくら）                       |
| マニペ                      | ?          | ?          | ?                   | 野添さゆ紀（優美かがり）                     |
| ケレイト                    | 八汐みちる | ?          | 安奈淳              | 早原みゆ紀（-）                              |
| マメ                        | ?          | ?          | ?                   | 藤京子（-）                                  |
| テフ                        | ?          | ?          | ?                   | 舞千鶴（-）                                  |
| チチ                        | ?          | ?          | ?                   | 渚あき（-）                                  |